# Charleston
|  | Per a altres significats, vegeu «Charleston (desambiguació)». |

Charleston és la capital de l'estat de Virgínia de l'Oest, als Estats Units. Segons el cens de l'any 2000 la seva població era de 53.421 habitants. És la capital del comtat de Kanawha.

## Fills il·lustres
- Isaac Barret Poznanski (1840-1896) violinista i musicògraf.

## Vegeu també

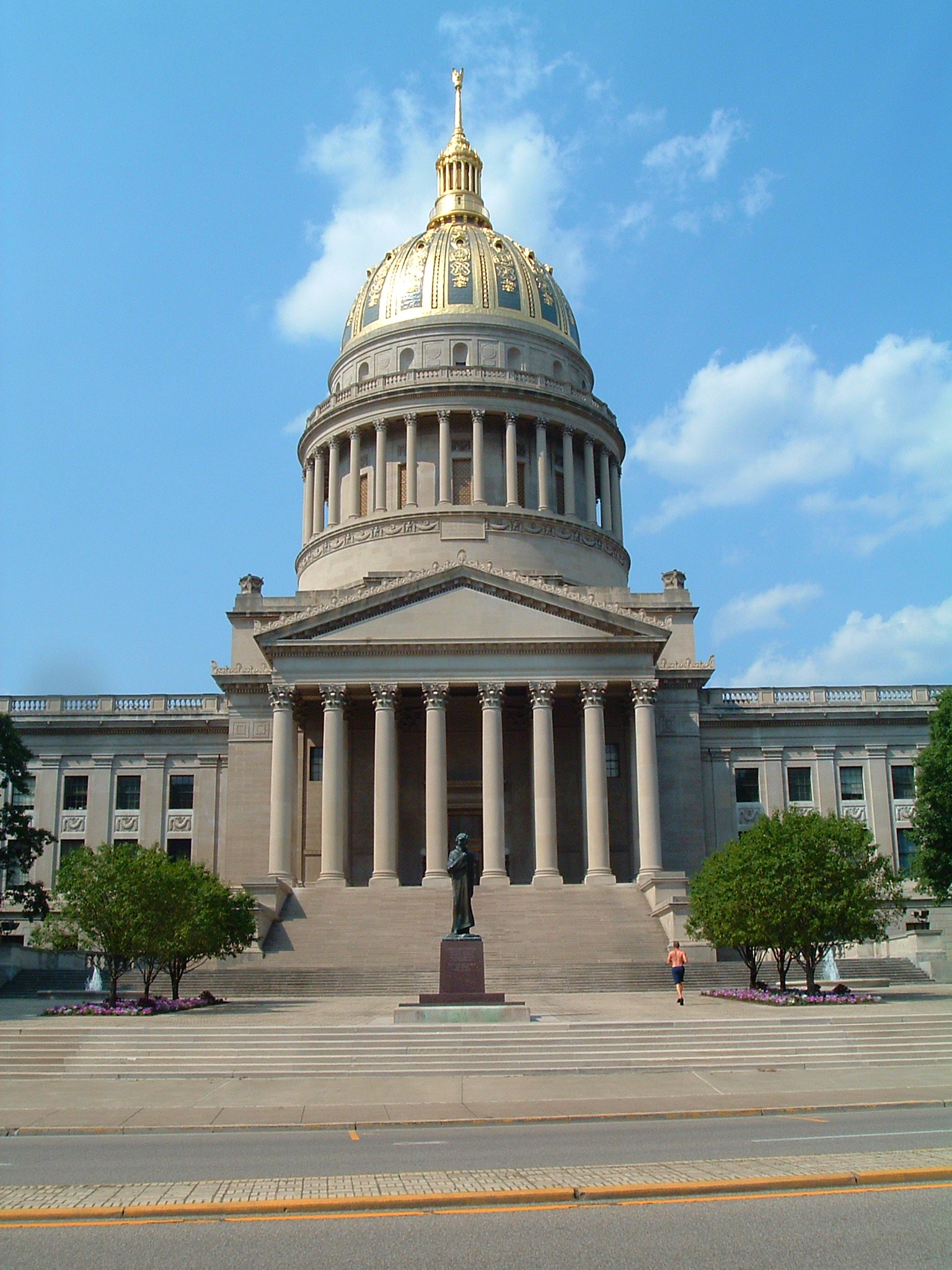
Seu del govern de Virgínia de l'Oest, a Charleston.